# Хансен, Ханс Кристиан (архитектор)
Ханс Кристиан Хансен (дат. Hans Christian Hansen; 20 апреля 1803, Копенгаген — 2 мая 1883, Копенгаген) — датский архитектор. Один из наиболее известных мастеров периода историзма, архитектор Афин. Историк, теоретик и реставратор архитектуры. Восемнадцать лет проработал в столице Греции, принимал участие в изучении и восстановлении памятников афинского Акрополя. Вернулся в Данию, где стал профессором Датской королевской академии искусств в Копенгагене. Старший брат архитектора Теофила фон Хансена (1813—1891). Однофамилец Кристиана Фредерика Хансена (1756—1845), одного из основоположников датского классицизма.

## Биография
Кристиан Хансен родился в Копенгагене. Он посещал Датскую королевскую академию искусств в Копенгагене с 1816 года, когда ему было всего тринадцать лет, учился у Кристиана Фредерика Хансена, ведущего датского архитектора того времени, и Густава Фридриха фон Хеча. Кристиан Фредерик Хансен научил его рациональному подходу к архитектуре, а Хеч познакомил его с Карлом Фридрихом Шинкелем, влияние творчества которого он привнёс в архитектуру Дании.
В 1831 году Кристиан Хансен выиграл большую золотую медаль Академии искусств и стипендию для совершенствования образования за границей. Он отправился в путешествие, сначала провёл два года в Италии, в основном в Риме и на Сицилии, а затем, в 1833 году, отправился в Грецию, в Афины.
Именно в это время Греция, получившая независимость в 1830 году от Османской империи, стремилась обрести новую историю и, прежде всего, отстроить Афины, разрушенные и заброшенные после турецкого владычества. Хансен завоевал благосклонность короля Греции Оттона Баварского из династии Виттельсбахов и в 1834 году был назначен придворным архитектором. В 1838 году к нему присоединился его брат Теофил, который также изучал архитектуру в Академии в Копенгагене.
Самая известная работа Ханса Кристиана Хансена в Афинах — это первое здание Афинского национального университета имени Каподистрии. Строительство началось в 1839 году на средства, полученные от кампании по сбору средств среди греков внутри страны и за рубежом. Университет был открыт в 1841 году, но полностью завершён только в 1864 году. Он построен из мрамора в стиле «греческого возрождения», также известном как «неоэллинский классицизм», и считается одним из наиболее важных примеров и источником вдохновения для многих других зданий того времени, особенно в Германии, где аналогичный стиль называли «прусским эллинизмом» (нем. Preußischer Hellenismus). Здание университета считается частью так называемой «неоклассической, или афинской, трилогии», завершённой его братом совместно с постройками Афинской академии и Национальной библиотеки.
Хансен также проектировал частные дома и церкви. К последним относится англиканская церковь Святого Павла. Она выполнена в смешанном стиле викторианской и готической эпох.
Деятельность Хансена в Афинах включала археологические раскопки и исследования античных памятников. Вместе с немецким архитектором Эдуардом Шаубертом он разработал реконструкцию Храма Ники Аптерос на Акрополе под руководством археолога Людвига Росса и внёс свой вклад в сбор материала для отчёта Йозефа Хоффера о курватурах (отступлениях от прямых линий и «оптических поправках») в древнегреческих храмах. Храм Ники стал известен в Германии когда Росс, Шауберт и Хансен опубликовали в Берлине в 1839 году книгу о раскопках и реконструкции этого сооружения. Хансен также внёс существенный вклад в исследования полихромии (раскраски и многоцветия) античной архитектуры.
Репутация Хансена распространилась за пределы Греции, и в 1850 году судоходная компания «Österreichischer Lloyd» поручила ему построить здание Морского арсенала и верфи в Триесте. Обширный комплекс зданий, спроектированный в «арочном» (романском) стиле с деталями, вдохновленными византийской архитектурой, был построен с 1852 по 1856 год.
После патриотического восстания в сентябре 1843 года в Афинах деятельность иностранцев в Греции была затруднена. В 1851 году Хансен вернулся в Данию после почти двадцатилетнего пребывания за границей. Он был назначен королевским инспектором строительства Фюнена и прилегающих островов.
В 1867 году Ханс Кристиан Хансен стал членом Датской королевской академии искусств в Копенгагене и королевским инспектором по строительству в Зеландии, Лолланде и Фальстере. В том же году он занял должность профессора кафедры архитектуры в Академии, которая стала вакантной годом ранее после смерти Михаэля Готлиба Биндесбёлля.
Как практикующий архитектор, Хансен по возвращении так и не получил заметной роли в Дании. В Копенгагене он построил муниципальную больницу. Его Остервольдская обсерватория была построена на месте бывших укреплений города, чтобы заменить астрономическую обсерваторию в Круглой башне. Для Копенгагенского университета он также спроектировал Зоологический музей в Кристалгаде в стиле неоренессанса. Ныне здание используется администрацией университета, а богато украшенный Большой зал — для проведения выставок.
Кристиан Хансен скончался 2 мая 1883 года в Копенгагене и похоронен на кладбище Ассистенс.
- Храм Ники Аптерос (справа) на руинах афинского Акрополя. Акварель 1838 г.
- Сидящий Зевс. Бумага, графитный карандаш. Национальный музей изобразительных искусств, Стокгольм
- Здание Афинского национального университета имени Каподистрии. 1839-1841
- Муниципальный госпиталь в Копенгагене
- Церковь Св. Николая в Хольбек, Зеландия, Дания. 1872